# Campeonato europeo de hockey sobre patines masculino de 1969
El XXIX Campeonato europeo de hockey sobre patines masculino de 1969 se celebró en Lausana (Suiza) del 3 al 11 de mayo de 1969. Fue organizado por el Comité Europeo de Hockey sobre Patines. La selección de España ganó su quinto título.

## Equipos participantes
|              |
| Alemania     |
| Bélgica      |
| España       |
| Francia      |
| Inglaterra   |
| Italia       |
| Países Bajos |
| Portugal     |
| Suiza        |

## Resultados
|              | Bandera de Inglaterra | Bandera de Suiza | Bandera de Italia | Bandera de Portugal | Bandera de Francia | Bandera de España | Bandera de Alemania | Bandera de Bélgica | Bandera de los Países Bajos |
| ------------ | --------------------- | ---------------- | ----------------- | ------------------- | ------------------ | ----------------- | ------------------- | ------------------ | --------------------------- |
| Inglaterra   |                       |                  |                   |                     |                    |                   |                     |                    |                             |
| Suiza        | 4-2                   |                  |                   |                     |                    |                   |                     |                    |                             |
| Italia       | 7-2                   | 1-3              |                   |                     |                    |                   |                     |                    |                             |
| Portugal     | 15-2                  | 2-0              | 3-1               |                     |                    |                   |                     |                    |                             |
| Francia      | 10-4                  | 4-6              | 4-0               | 0-5                 |                    |                   |                     |                    |                             |
| España       | 5-2                   | 4-1              | 10-1              | 1-0                 | 6-1                |                   |                     |                    |                             |
| Alemania     | 3-3                   | 4-3              | 6-3               | 0-7                 | 2-4                | 0-8               |                     |                    |                             |
| Bélgica      | 4-2                   | 4-3              | 2-6               | 3-8                 | 3-5                | 0-9               | 2-5                 |                    |                             |
| Países Bajos | 4-1                   | 0-1              | 3-2               | 1-3                 | 4-1                | 1-5               | 3-2                 | 3-2                |                             |

## Clasificación
| Equipo       | Pts | PJ | PG | PE | PP | GF | GC | DG  |
| ------------ | --- | -- | -- | -- | -- | -- | -- | --- |
| España       | 16  | 8  | 8  | 0  | 0  | 48 | 6  | +42 |
| Portugal     | 14  | 8  | 7  | 0  | 1  | 43 | 8  | +35 |
| Países Bajos | 10  | 8  | 5  | 0  | 3  | 19 | 17 | +2  |
| Francia      | 8   | 8  | 4  | 0  | 4  | 26 | 30 | -4  |
| Suiza        | 8   | 8  | 4  | 0  | 4  | 21 | 21 | 0   |
| Alemania     | 7   | 8  | 3  | 1  | 4  | 22 | 33 | -11 |
| Italia       | 4   | 8  | 2  | 0  | 6  | 21 | 33 | -12 |
| Bélgica      | 4   | 8  | 2  | 0  | 6  | 20 | 41 | -21 |
| Inglaterra   | 1   | 8  | 0  | 1  | 7  | 18 | 49 | -31 |